# Camilla Nylund
Camilla Nylund, född 11 juni 1968 i Vasa, är en finländsk sångerska (sopran). 

## Karriär
Nylund har studerat för Eva Illes vid Mozarteum i Salzburg (diplom 1992) och väckte, dittills okänd i Finland, uppseende då hon deltog i Timo Mustakallio-tävlingen 1993. Hon vann delat första pris i sångtävlingen i Villmanstrand 1996. Hennes karriär har huvudsakligen varit förlagd till Tyskland; 1995 debuterade hon vid operan i Hannover som Micaëla i Carmen, från 1996 uppträdde hon vid Deutsche Oper am Rhein och 1999–2001 var hon engagerad vid Semperoper i Dresden. 
Bland Nylunds roller märks Grevinnan i Figaros bröllop (även Finlands nationalopera 1996), Pamina i Trollflöjten (även Nyslotts operafestival 1997), Grevinnan i Capriccio, Tatjana i Eugen Onegin (även Tammerfors 2001), Mimi i La Bohème, Eva i Mästersångarna i Nürnberg, Salome (i Köln) samt Freia i Rhenguldet (i Paris); dessutom har hon framträtt bland annat som oratoriesolist. Hon tilldelades Pro Finlandia-medaljen 2013 och Svenska kulturfondens stora kulturpris samma år. Hon tilldelades Beniamino Giglipriset 2017.

## Utmärkelser
- Lilli Lehmann Medal,  1995
- Christel-Goltz Prize,  2000
- Kammarsångare,  2008
- Pro Finlandia-medaljen av Finlands Lejons orden,  2013
- Beniamino Giglipriset,  2017
- Kammarsångare,  2019

[Redigera Wikidata]